# Ipomoea trifida
Ipomoea trifida är en vindeväxtart som först beskrevs av Carl Sigismund Kunth, och fick sitt nu gällande namn av George Don jr. Ipomoea trifida ingår i släktet praktvindor, och familjen vindeväxter. Inga underarter finns listade i Catalogue of Life.